# Барбароса (роман)
Вижте пояснителната страница за други значения на Барбароса.
„Барбароса“ (на руски: Барбаросса) е един от недовършените романи от съветския писател Валентин Пикул, който започва създаването му през 1991 г. Преди смъртта си Валентин Пикул успява да завърши само първата част на романа. Започвайки работа върху литературното произведение, писателят изрично подчертава, че го посвещава на баща си. Бащата на Валентин Пикул е морски офицер, и през 1942 г. е изпратен в Сталинград, където умира в битка.

## Сюжет
Внимание:  Текстът по-долу разкрива сюжета на произведението (или части от него)!
Романът описва началния период на Втората световна война, а след това на Великата отечествена война. Некомпетентност и грешки на Върховното командване, начело с Йосиф Сталин, общата паника и неподготвеността на страната за отбранителна война водят до факта, че до ноември 1941 г., германските войски унищожават и вземат в плен милиони съветски войници и офицери, окупират огромни територии от СССР. След успешната битка за Москва, Сталин решава да започне офанзива през лятото на 1942 г., която се превръща в катастрофа. Стратегическият фронт в южната част на страната е пробит, и немските войски се придвижват към Сталинград. Ако този град на река Волга бъде превзет, ще бъде прекъсната основната пътна артерия за транспортиране на суров петрол от Кавказ. Съдбата на Съветския съюз зависи от устойчивата съпротивата на защитниците на Сталинград...
Централната фигура на романа е немския командир Фридрих Паулус. Отличен офицер от времето на Първата световна война, Паулус започва да служи Хитлер и прави главозамайваща кариера, от капитан до фелдмаршал. Именно Паулус през 1940 г. лично подготвя плана на Германия за нападението на Съветския съюз (план „Барбароса“). Паулус, командващ 6-а германската армия, е длъжен да превземе Сталинград...